# Stenshult
Stenshult är en småort som är belägen i Torps socken; på den nordligaste delen av Orust i Orusts kommun, ungefär sju kilometer norr om Henån.